# Cainia
Cainia Arx & E. Müll. – rodzaj grzybów z typu workowców (Ascomycota).

## Systematyka i nazewnictwo
Pozycja w klasyfikacji według Index Fungorum: Cainiaceae, Xylariales, Xylariomycetidae, Sordariomycetes, Pezizomycotina, Ascomycota, Fungi.
Takson utworzyli w 1955 r. Josef Adolph von Arx i Emil von Müller. Synonimy: Beloniella Rehm, Belonopeziza Höhn., Callorina Korf
Gatunki występujące w Polsce:
- Cainia graminis (Niessl) Arx & E. Müll. 1955

Nazwy naukowe na podstawie Index Fungorum. Wykaz gatunków według W. Mułenki i innych.